# 金錫源
金 錫源（キム・ソグォン、きん せきげん、朝鮮語: 김석원、1893年9月29日 – 1978年8月6日）は、大日本帝国陸軍、および大韓民国陸軍の軍人、教育家、政治家。日本名は金山 錫源。陸軍士官学校（日本）27期。最終階級は、大日本帝国陸軍では陸軍大佐、韓国陸軍では陸軍少将。号は沃田。本貫は慶州金氏。
現在の韓国では親日反民族行為者に認定されている。

## 人物

### 第二次世界大戦まで
李氏朝鮮の漢城で生まれた。金尚吉（官吏）の二男。
大韓帝国の武官学校を経て、1909年（明治42年）9月、大日本帝国の陸軍中央幼年学校予科（後の陸軍予科士官学校）に入校。
1909年当時韓国人は嘲笑の的であり、とくに韓国人学生の学生監であった小倉少佐の行為はひどく、金錫源は怒りを抑えるため祖母がくれた山の神霊像に合掌していたという。韓国が合併されたと聞いて失意の日々を送っていたが、やがて日本人より良い成績を上げて韓国人の気概を高めようとし、熱心に勉強に励んだ。これにより韓国人は劣等民族ではないと証明し、またそれによって日本人が韓国人を無視することができなくなるだろうと考えた。戦術学や地形学などの軍事学に関する成績は優秀な方だったが、一般学科で、その中でもロシア語は殆ど落第点に近い成績だった。
1915年5月25日に陸軍士官学校を卒業（27期。卒業成績は466人中432位）。見習士官として和歌山の歩兵第61連隊に配属された。同年12月25日に陸軍歩兵少尉に任官し、2年後には歩兵中尉に進級。中尉のとき、約1か月ほど満州に出征し、これが初の実戦だった。1919年、三・一運動が起こり、朝鮮内の兵力では対処できなくなると日本本土の部隊も増援派遣されることに決定した。各連隊から1個中隊を抽出し、第61連隊にも出動命令が出されたが、上部の指示により金は派遣要員から外された。
1931年に満州事変が勃発した際には機関銃隊長（大尉）として出征し、馬占山軍と交戦した。論功行賞金として700円を貰い、これは城南高等学校の設立に使われることになった。朝鮮総督府に許可を求めたが、当時私立学校は独立運動の震源地となっていたので設立許可は出されなかった。日中戦争が勃発して出征命令を受けると、今度は直接南次郎総督を訪ねて学校設立を要望し、南はこれを承諾した。日中戦争では歩兵第78連隊第3大隊長（少佐）として北支戦線へ従軍。
1937年7月25日、天津で待機中であったところに、最前線部隊として選抜され「北京東南方10キロ地点に位置する団河村一帯の敵を掃討して、行宮高地を占領せよ」という命令を受けた。27日に行宮兵営攻撃の第一線として参加し、午後6時30分に占領した。戦闘中に壕に躓いて足首を脱臼したため、人力車に乗って部隊を指揮し、戦闘終了後に天津の陸軍病院に後送された。この戦闘で、1個大隊で1個師団の中国軍を撃破したということで称賛されたが、金錫源によれば、中国軍が1個師団規模の兵力を探知し、徹底抗戦を避けたためだという。
約1か月半治療を受けた後、原隊に復帰した。1938年2月、山西省東苑の戦闘に参加。2月21日、霊石の総攻撃が開始され、中国軍の右側背面を攻撃するよう命令を受けた。翌日、中国軍が反撃し、約3時間の激戦が繰り広げられた。この時、金錫源の大隊は進撃速度が速すぎたため、連隊との連携が取れず、陝西軍第86師（長：高双成中将）に包囲された。全滅も時間の問題であったが、奇策を思いつき、中国軍にも聞こえるように大声で「皆よく聞け！今すぐ3千名の増援部隊が到着しするので安心して戦い、現陣地を死守せよ」と言った後、自分の部隊にだけ聞こえる低い声で「諸君、今日で最後だ。もう少し頑張って最後の突撃だ。持っている煙草を全部吸え。そして軍歌を声高らかに歌い、狂ったように踊れ。万歳を叫べ！」と告げた。こうして350名の全将兵が一斉に煙草に火をつけ、軍歌を歌い、踊り、万歳を叫んだため、実際の人数より遥かに多いように感じられた。この奇策が功を奏し、中国軍は撤退した。
こうして2個中隊をもって第86師を撃退し、この功績から、朝鮮人としては初の功三級金鵄勲章を授与された。また、なかなか貰うことができない北支那方面軍司令官名義の感状が部隊に与えられた。この事から当時の朝鮮では、『金部隊長奮戦記』、『金錫源部隊激戦期』、『戦塵余談』といった金を称える記事が連日メディアにおいて発表され、崔南善の作詞で『金少佐を思う』という歌までが作られた。
その後、1年間は黄河流域まで転戦したが、比較的部隊に激戦は無かった。中国軍では「金錫源部隊と戦うより逃げろ」と言われていたという。1939年3月に朝鮮へ帰還し、全国巡回講演をした。また、1941年に太平洋戦争が勃発した際には、朝鮮人の青年達に学徒動員に参加する様に呼びかける講演活動等、銃後の支援も積極的に行った。
1940年、広島県福山市の連隊に転属。これは城南高等学校の安倍校長が軍司令部に金錫源の転出を要請した結果だという。
1941年末に山東省へ転属することになり、混成旅団を経て済南軍直轄の幹部教育隊長となった。1944年に大佐に昇進。太平洋戦争終戦時は平壌兵事部課長。

### 大韓民国建国以降
1948年8月に大韓民国が成立し大韓民国国軍が正式なものになると、高級将校が不足したため国防力強化に外国軍出身の高級将校に決起が呼びかけられ、1949年1月に陸軍大佐として入隊、第1旅団長に任ぜられた。1949年4月には准将、第1師団長。
1949年5月3日、第1師団第11連隊の警戒陣地を北朝鮮軍が占領した。第11連隊は陣地の奪還を図ったが、地形と北朝鮮軍が構築した陣地からの側防火力によって攻撃は進展しなかった。これに金錫源は、10人からなる特別攻撃隊に81ミリ迫撃砲弾を抱いて突入させ陣地を回復した。
1949年7月、北朝鮮軍が度々行ってきた攻撃に対する報復を決意し、7月25日に松岳山頂の488高地を奇襲で奪取した。7月27日から北朝鮮軍も反撃し、高地をめぐる戦闘は8月3日まで続いた。
しかし、剛直で曲がった事が許せない性格だった為、南北朝鮮の交易に端を発する南北交易事件で当時の参謀総長であった蔡秉徳少将（日本陸士49期）ら軍上層部と対立し、李承晩大統領に直言する事も憚らなかった。その事が大統領の怒りを買う結果となり、蔡ともども予備役に編入された。
その間も、北朝鮮の不穏な情勢を察して「目標38度線」を唱え、大田で義勇軍を組織して訓練を続けた。翌1950年6月に朝鮮戦争が勃発すると、申性模から現役復帰を要請されたが、金錫源は南北交易事件で軍に愛想が尽きており、熟考の末、参謀長と連隊長は自身が指名する者という条件付きで現役に復帰した。7月6日に首都師団長として現役に復帰し、金の下には元日本兵である韓国人が全国から集結した。北朝鮮軍は金錫源を最も恐れていたと言われ、鎮川で交戦した第2師団長の崔賢は「ああ、いかん。やつとぶつかった」と嘆いたという。
8月8日、釜山橋頭堡の戦いの最中に第3師団長に着任する。第3師団は7月17日以来、盈徳をめぐり北朝鮮軍第5師団との戦闘が続いていた。ところが10日に敵が興海に侵入し、師団の退路が遮断された。この時の師団の態勢は南北11キロの長蛇の陣になっており砲兵と艦砲の猛射によって戦線を維持した。
アメリカ軍 第8軍司令官・ウォルトン・ウォーカー中将は、金が指揮する韓国軍第3師団を海上撤退させると決心し、戦車揚陸艦を派遣した。金錫源は砲兵隊に対して、残った砲弾で攪乱射撃を加えるように命じ、また海岸では数台の車両を動員して、あたかも増援部隊が上陸するかのように偽装するため、ヘッドライトを点けて坂道を登り、降りるときは消してを繰り返して何度も往復するように命じた。8月16日夜から17日朝にかけて将兵9000人（負傷者125人）、警察隊1200人、地方公務員や労務者、避難民等の1000人余、及び一切の車両や需品を積み終え、仔牛までも乗船させて離岸した（長沙洞撤収作戦）。金は一兵も残すことなく、困難な海上撤退を成功させた。マッカーサーは空軍大佐1人と少佐1人を送り、無事故で撤収作戦を成功させた金錫源に賞賛を与えた。
8月19日、閔支隊と交代し、再び北朝鮮第5師団と交戦するが、9月1日、戦時特命検閲部長。1951年、陸軍本部付。しかし部屋も机も準備されておらず、1956年に予備役編入となるまで無補職のままであった。金錫源の方から数回予備役編入を申請したが、予備役になれば国会議員選挙に出馬するという噂が流れていたことから許可されなかったという。その間は城南学校に出勤し、戦争によって破壊された学校を再建していた。
1956年に予備役に編入した後は、かねてから教育に携わる事を希望していた事から、城南高等学校の理事長を務め、国会議員も1期（第5代）務めた。

## 死後の評価
2002年に「民族の精気を立てる国会議員の集い」が発表した親日派708人名簿と、2005年に民族問題研究所で親日人名辞書に収録する為に整理した親日人名辞書収録予定者1次名簿に、長男の金泳秀と共に選定された。また、2002年に親日派708人名簿に掲載された際には、城南高等学校の敷地内にある金の銅像を撤去しようとする活動が起こり、翌2003年に撤去されたというエピソードがある。
産経新聞政治部専門委員の野口裕之は、朝鮮戦争における戦歴から、金を韓国にとっての"救国の士"と評している。

## その他
- 長男の金泳秀（朝鮮語版）陸軍大尉（陸士57期）は1945年にフィリピン戦線で戦死し、靖国神社に合祀されている。金は晩年に旧日本陸軍将校の親睦団体である偕行社の総会に招かれた際に、「自分の長男は戦争に参加して戦死した。それは軍人として本望である。本人も満足しているであろう」と挨拶した。
- 妹のキム・ムンギョンは韓国史上初の公開採用出身の女子アナウンサーである。彼女は韓国放送史の始発点であった京城放送局が1932年開始の朝鮮語第2放送を控えて、初めて公開募集した女子アナウンサーの1期出身者である[41]。
- 1937年6月に恵山間三峰で金日成の率いる朝鮮人民革命軍が、第74連隊を中心に編成された討伐部隊を敗退させ、指揮官であった金錫源も負傷し敗走した、と北朝鮮では称揚されている[42]。しかし実際の指揮官は金仁旭[注釈 7]であり、北朝鮮が金錫源に変えた理由は、金仁旭より有名な金錫源を負かしたと作る方が宣伝になると判断されたためと推測される。
- アメリカからは北進論の急先鋒として知られており、1949年8月に李承晩がムチオに参謀総長の蔡秉徳を更迭し、後任に金錫源を任命したいと述べると、ムチオはこれに驚き反対したため更迭は実現しなかったという[43]。
- 韓国軍はアメリカの支援と協力によって創られたため、顧問制度があった[44]。しかし金錫源はこの制度に適応できなかったため、朝鮮戦争が勃発して間もなく劉升烈らと共に無役になったという[45]。駐韓軍事顧問団（英語版）団長のロバーツが1949年8月19日にチャールズ・ボルト（英語版）へ送った手紙には、第1師団長（金錫源）について「政治的に任命された准将」、「私は彼を信用しない」、「米国人顧問が彼をいくらか抑えなければ、彼は軍閥のリーダー（warlord）になるだろう」[46]と否定的な見解を書いている。
- まだ釜山橋頭堡で戦闘が続いていた中、1950年9月1日に第3師団長を解任された。
  - このことについて金錫源は『老兵の恨』で「私は九月初め、自分の意志とは裏腹に、第三師団長を解任され、「戦時特命検閲官」という新しい役職に就いた」と書いている[36]。
  - この時、金弘壹第1軍団長も一緒に解任されており、韓国軍で数少ない正規戦闘の経験を持つ2人を解任することは当時でも問題視されており、国会では派閥人事と批判してすぐに撤回するように要求した[47]。これに対して申性模国防部長官は、ウォーカー第8軍司令官の建議を受け入れたものであると明かした[47]。フランチェスカ・ドナーの回顧によれば、「申性模国防長官が大邱に来て、金錫源、金弘壹両指揮官を交替することを勧めた。彼らは命令に従わないため交替すべきだとコールター将軍が固執しているという話だった。今の状況で高位指揮官を替えることは決して望ましくない。特にこの2人は麾下部隊に大きな影響力を持っているので、交替する場合、部隊の反応が分からないことである。しかし大統領は国防長官の言葉通り、交替命令に署名した。命令に服従しない将軍をそのまま残すことができなかったからである。」とある[48]。
  - 第3師団専任顧問官エメリッチ（Rollins S. Emmerich）中佐は8月29日の報告書で、自身が目撃した事例を挙げて師団長としてあるべき十分な戦術知識、情熱、勇気などを備えていないとの見解を示し、金錫源の不適切なリーダーシップを正すために米軍顧問団は迅速かつ正しい措置を取るように提案している[49]。これに対して1950年9月1日、ファレル（Francis W. Farrell）顧問団長はエメリッチ中佐に送った電報で、韓国軍参謀総長が措置を取ることを確約したと伝えた[49]。
  - 丁一権は「とにかく金将軍が、金白一第1軍団長の言うことを聞かれなかったのは事実である。しかし、それがすべての理由ではなかった。北傀が最も恐れていたのは金錫源将軍であったから、替えたくなかったのだが、病気と疲労のためにやむを得なかった」と述べ、病気と疲労が理由であったとする[50]。
  - 韓国公刊戦史は「勇敢、責任観念、愛国心の強さは比類なかったが、その独尊的性格は彼を軍団長に抜擢することを許さず、またその戦術も近代戦に適応しにくかった」旨を述べている[51]。
  - 米軍顧問との不和が原因だったともあるが、金錫源によれば、1951年初めごろに第3師団首席顧問官エメリーク中佐が帰国する際、金錫源の宿舎を訪ねて「私は、第3師団首席顧問官としての在職2年数か月に十三名の師団長を見てきたが、金将軍程愛国心が強く、実のある作戦計画によって、立派な指揮統率をする師団長も稀である」と評価したという[36]。
- 平田成総によれば、日本刀式の軍刀ではなく、サーベル式の軍刀を吊っており、本来片手用の刀で見事な居合道を披露したという[52]。
- 谷田勇は「老兵の恨」の序文で、1941年に次男が所属した陸士57期生の会合出席のため来日した際、東北地方を訪れて士校区隊長の墓前に額突いていたことに触れ「日本人の将校でも区隊長の御墓に詣った者は少ないであろう。義を重んずる其の心に感心させられるものがある。」と書いている[53]。
- 日本軍の高位軍人であったが、金錫源は最後まで日本軍に残り続けたことを後悔していた[54]。日本人より活躍して優秀性を示すことが韓国人のためになるという考えは浅はかだったとしている[55]。
- 1939年4月、天長節の日に講演を終えると、道警察部長から「金部隊長、戦場で戦死する兵士達が、天皇陛下万歳を叫んで死ぬことをどうして話されないのですか」と尋ねた。これに金錫源は怒り、「警察部長がどんな実戦の経験か知らないが、私は百回以上実戦の場を踏んだ男だ。その間数百の部下が側で倒れる様を自分の眼で見たが、唯の一人でも天皇陛下万歳を叫んで死んだ例は無かった。普通は「お母さん」と呼び倒れるが、中には「やられた、頼む」と言って倒れる男も居た。とにかく私は、見たまま聞いたままを言うが、嘘はつけない男なんです」と強硬な態度に警察部長は引き下がった[56]。
- 講演を行っていた時期に、劉鳳栄（朝鮮語版）から、陸士の同期であった李鍾赫[注釈 8]が刑務所を出所して肋膜炎を患っていることを知らされると、官憲に目をつけられる危険も顧みず、李鍾赫に面会した[58]。面会後は京城居住の有志の家を数軒訪ねて治療費を集め、劉鳳栄の特別な看護の下で病院に通わせたが、刑事が劉鳳栄を付け回すようになり親戚の経営する旅館に移した[59]。上官の連隊長に呼ばれ忠告されたが、これを拒否し、さらに旅館近くに刑事がうろつくようになったので、仕方なく劉鳳栄は李鍾赫を空気のよい田舎に移して養生させようと連れて行った[59]。やがて平壌兵事部課長のときに李鍾赫が死んだことを知らされると墓の前で涙した[60]。
- 1949年夏、甕津半島における紛争の対応について検討する会議が開かれ、積極派である金錫源は「砲兵大隊1個を増援して徹底的に叩き、二度と国境を侵させないようにする」と主張していた[注釈 9][61]。李應俊から説得を任されていた情報局長の白善燁は、韓国軍より北朝鮮軍が戦力的に優勢であることとノモンハン事件や張鼓峰事件の例を挙げて説得した[61]。これに対して金錫源は「ノモンハン事件か。あのころの関東軍はのぼせあがっておったよ。李應俊将軍もよくご存じだ。できもしないのに、指も指させぬこの守り、とは大きく出たものだ。わかった、自分は白局長に同意。砲兵増派は取り下げる」と同意し、会議では、挑発には乗らず、小競り合いを挑まれても無視し、余程のことがないかぎり部隊を動員してまでの対処はしない方針となった[62]。
- 金錫源は植民地時代に志願兵の面倒を見ており、そのため志願兵たちは金錫源を尊敬し、かつ頼りにしていた[63]。朝鮮戦争で金錫源が首都師団長に復帰した際に師団参謀長と作戦参謀に日本軍志願兵であった崔慶禄と金徳俊を希望した[63]。崔慶禄と金徳俊はそれぞれ第1師団の第11連隊長と作戦参謀であり、師団長の白善燁からしてみれば手足をもがれた思いであった[64]。しかし前述の関係から崔慶禄と金徳俊が首都師団を要望したこともあり、己が信じる上官の下で働くのが一番であるとして、2人を首都師団に行かせた[64]。なお第1師団作戦参謀の後任は同じく志願兵出身の文亨泰で、そのため白善燁は首都師団を勧めたが、文亨泰は「米軍が来てくれた今、彼らと連合してやっていける人、彼らと付き合える人の下で働きたい」として第1師団の作戦参謀を望んだ[64]。

## 軍歴
- 大韓帝国 武官学校を経て、1909年9月、大日本帝国 陸軍中央幼年学校予科に入校[2]
- 1913年5月 陸軍幼年学校卒業
- 1915年5月 陸軍士官学校卒業
- 1915年12月25日 陸軍歩兵少尉任官[4]、歩兵第61連隊附
- 1919年4月 陸軍歩兵中尉に進級
- 1919年8月 歩兵第78連隊附
- 1925年8月7日 陸軍歩兵大尉に進級[4]
- 1927年7月26日 歩兵第78連隊中隊長[65]
- 1929年3月16日 歩兵第78連隊機関銃隊長[66]
- 1932年5月1日 歩兵第78連隊附[67]
- 1934年3月1日 陸軍歩兵少佐に進級[68]
- 1936年8月1日 歩兵第78連隊第3大隊長[69]
- 1939年3月 陸軍歩兵中佐に進級、歩兵第78連隊補充隊附
- 1939年12月 歩兵第41連隊補充隊附
- 1941年3月 独立混成第16旅団司令部附
- 1943年8月 平壌兵事部課長
- 1944年8月1日 陸軍大佐に進級[3]
- 1945年9月 予備役編入
- 1948年12月 韓国陸軍入隊、任 大佐（軍番12444番）
- 1949年1月 第1旅団長
- 1949年4月 准将に昇進
- 1949年5月 師団に昇格し第1師団長
- 1949年10月 予備役編入
- 1950年7月7日 現役に復帰し首都師団長
- 1950年8月 第3師団長
- 1950年9月1日 戦時特命検閲部長
- 1951年5月 陸軍本部附
- 1956年6月 少将として予備役編入

## 栄典
- 勲五等瑞宝章：1928年（昭和3年）1月20日[70]
- 勲四等瑞宝章：1934年（昭和9年）3月9日[71]
- 旭日小綬章：1934年（昭和9年）4月29日[72]
- 勲三等瑞宝章：1939年（昭和14年）10月26日[73]
- 功三級金鵄勲章：1942年（昭和17年）2月2日